# Antonio Juan Luis de la Cerda y Toledo
Antonio Juan Luis de la Cerda-Foix y Toledo (Madrid, 25 d'octubre de 1607-El Puerto de Santa María, 7 de març de 1671) va ser un noble espanyol, VII duc de Medinaceli i Gran d'Espanya de primera classe. Va ostentar diversos càrrecs a la cort i també va ser virrei i capità general de València entre 1641 i 1642.

## Biografia
Fill de Juan Luis de la Cerda y Aragón i d'Antonia de Toledo. Va ser batejat a l'església de Santiago el 25 d'octubre, el mateix dia del seu naixement. Poc després del seu naixement, el 8 de desembre va morir el seu pare i Antonio va quedar sota la tutela de la seva mare, que li va procurar la seva educació. El 19 de gener de 1627 se li va atorgar l'hàbit de l'orde d'Alcántara per reial cèdula de Felip IV de Castella, a la qual va tenir la comanadoria de Moraleja. Va servir a la corona com a conseller d'estat i de guerra, gentilhome de la cambra del rei, i després com a virrei i capità general del regne de València (1641-1642) i, finalment, com a capità general del mar oceà i de les costes i exèrcits d'Andalusia l'any 1664. Va morir en l'exercici d'aquest càrrec a El Puerto de Santa María el 7 de març de 1671. Va ser enterrat, com era tradicional en la família, al monestir de Santa María la Real de Huerta de Sòria, en el seu testament va atorgar almoines a diversos monestirs i esglésies i va ordenar ser sebollit amb l'hàbit i corda de sant Francesc d'Assís i per sobre l'hàbit de l'orde d'Alcántara.

### Família
Es va casar amb Ana María Enríquez de Ribera, V duquessa d'Alcalá de los Gazules, el 28 de novembre de 1625 a l'església de Santa María Magdalena de la localitat de Dos Hermanas (Sevilla). La seva successió va recaure principalment sobre el primogènit, Juan Francisco, que va agrupar l'herència de les dues cases ducals, tanmateix el seu segon fill, Tomás, va rebre el títol de marquès de la Laguna. La parella va tenir quatre fills:
- Juan Francisco (1637-1691)
- Tomás Antonio (1638-1692)
- Antonia María Luisa (1635-1670)
- Ana Catalina (?-1696)

## Títols
A causa de la mort del seu pare poc després de néixer Antonio, aquest va ostentar els títols familiars des del seu naixement:
Des 1607 a 1637
- VI Marquès de Cogolludo

Des de 1607 a 1671
- XV Senyor d'Arcos de Jalón
- VII Comte d'El Puerto de Santa María
- XII Senyor d'Enciso
- XI Senyor de Luzón
- VII Duc de Medinaceli
- XI Senyor de Somaén

Des de 1627 a 1671
- II Marquès de La Laguna de Camero Viejo